# Комервеј
Комервеј (фр. Commerveil) насеље је и општина у западној Француској у региону Лоара, у департману Сарт која припада префектури Мамер.
По подацима из 2011. године у општини је живело 122 становника, а густина насељености је износила 23 становника/km². Општина се простире на површини од 5,64 km². Налази се на средњој надморској висини од 108 метара (максималној 143 m, а минималној 79 m).

## Демографија
| 1962. | 1968. | 1975. | 1982. | 1990. | 1999. | 2011. |
| ----- | ----- | ----- | ----- | ----- | ----- | ----- |
| 190   | 165   | 144   | 113   | 134   | 129   | 122   |

График промене броја становника у току последњих година